# 윈터 슬립
《윈터 슬립》(튀르키예어: Kış Uykusu, 영어: Winter Sleep)은 2014년 공개된 튀르키예의 영화이다. 안톤 체호프와 표도르 도스토옙스키의 소설을 기반으로 제작되었다. 2014년 칸 영화제 황금종려상을 수상하였다.

## 줄거리
전직 배우였던 아디는 카파도키아에 산 정상 호텔을 소유하고 있으며, 지역 세입자들에게 임대하는 여러 부동산도 가지고 있다. 그는 이 지역의 다른 사람들보다 목가적인 삶을 살고 있다. 교육을 받고 부유한 그는 지역 신문에 칼럼을 쓰고 언젠가 책을 쓰고 싶어 하는 튀르키예 연극의 역사를 연구하며 시간을 보낸다.
어느 날, 아디와 그의 조수 히다예트가 마을로 운전해 내려가던 중 돌이 창문을 박살낸다. 그것은 몇 달째 밀린 임대료를 내지 못하고 있는 아디의 세입자 중 한 명인 이스마일의 아들 일야스가 던진 것이었다. 히다예트가 이스마일을 추궁하자, 아디의 사람들이 이미 추심 대행사를 보내 이스마일의 텔레비전과 냉장고를 가져갔으며, 이스마일은 저항하다가 경찰에게 구타당한 사실이 드러났다. 상황은 이스마일의 형제 함디가 개입할 때까지 악화된다.
다른 사람들을 기쁘게 하려는 지역 이맘인 함디는 유리 깨진 사건에 대한 보상을 하기 위해 어린 일야스를 아디에게 데려온다. 그러나 이것은 아디를 짜증나게 할 뿐이며, 이맘이 지역 사회에 어떻게 올바른 모범을 보여야 하는지에 대한 칼럼을 쓰게 만든다. 처음에는 그의 여동생 네클라가 아디가 그의 글쓰기 재능을 지역 신문보다 더 나은 곳에 사용하지 않는 이유를 궁금해한다. 나중에 그녀는 생각을 바꿔 그에게 그가 편안한 안락의자에서 다른 사람들을 피상적이고 감상적으로 비판하고 있을 뿐이라고 말한다. 이것은 서로 비아냥거리는 긴 설전으로 이어진다. 이러한 반전은 네클라가 아디의 아내 니할에게 자신이 전 남편에게 돌아가는 것이 나을지도 모른다고 언급한 후, 니할이 네클라에게 어리석은 생각이지만 떠나도 좋다고 말한 후에 발생한다.
니할은 남편 아디보다 훨씬 젊다. 그녀는 개발 도상국 학교를 위한 모금 활동을 통해 삶의 의미를 찾으려 하지만, 아디는 이 활동에 큰 관심을 보이지 않는다. 그러나 니할이 집에서 모금 행사를 조직하자, 아디는 짜증을 내며 그녀의 경험 부족과 회계 기술 때문에 모금 행사가 실패할 것이라고 말한다. 이것은 감정적인 말다툼으로 이어지고, 그는 그녀가 원한다면 자신과 이혼해도 좋다고 말한다. 마지막으로 아디는 자신의 책을 위한 준비를 위해 몇 달 동안 이스탄불로 떠날 것이라고 말한다. 그는 니할에게 모금 행사에 참여한 다른 사람 중 한 명인 레벤트(나디르 사르바자크)를 믿지 말라고 경고한다. 아디는 레벤트가 도덕적 가치가 부족하다고 생각하기 때문이다. 떠나기 전에 아디는 큰 익명의 현금 기부를 한다.
다음 날, 히다예트는 아디를 기차역으로 데려가고, 아디는 편안하게 빈손으로 걷는 동안 모든 짐을 운반한다. 폭설로 인해 기차가 심하게 지연되고, 아디는 근처 마을에 있는 아디의 친구 수아비를 방문하기로 결정한다. 수아비는 아디의 방문을 환영하지만, 레벤트도 나타나는데, 레벤트와 수아비는 이전에 사냥을 가기로 합의했었다. 그들은 밤새 술을 마시고 이야기를 나눈다. 아디와 레벤트 사이에는 약간의 긴장감이 흐르는데, 레벤트가 6년 전 지진 발생 후 아디가 충분히 돕지 않았다는 암시를 했기 때문이다.
그동안 니할은 함디, 이스마일, 일야스, 그리고 병든 할머니의 집을 방문한다. 니할은 이스마일이 란제리 도둑을 칼로 찌른 죄로 수감된 후 실직했으며, 일야스가 폐렴으로 고통받았다는 것을 알게 된다. 그들의 재정적 어려움은 함디가 이맘으로서의 보잘것없는 수입으로 그들 모두를 돌봐야 하기 때문이었다. 니할은 아디가 기부했던 돈, 약 10,000 튀르키예 리라 (2013년 기준 5,900달러), 지역에 집을 살 수 있을 만큼 충분한 돈을 제안한다. 이스마일은 그것을 자신의 양심을 돈으로 해결하려는 시도로 보고 모욕감을 느끼며 벽난로에 돈을 태워버리고, 니할은 경악한다.
아디는 다음 날 집으로 돌아온다. 니할이 말없이 창밖을 응시하는 동안, 아디의 목소리가 들리는데, 아디는 니할에게 자신을 더 이상 사랑하지 않더라도 자신 없이 살 수 없을 것이라며 용서를 구한다. 아디는 카파도키아에 폭설이 내리는 가운데 미루었던 튀르키예 연극의 역사를 쓰는 프로젝트를 시작한다.

## 출연

### 주연
- 할루크 빌기네르
- 멜리사 쇠젠

### 조연
- 데메트 아크바
- 네자트 이슐레르
- 타메르 레벤트
- 나디르 사르바자크

## 기타
- 공동제작: 올리비에 페레
- 공동제작: 레미 부라
- 공동제작: 알렉상드르 말레가이
- 공동제작: 무스타파 독
- 조감독: 아즈굴 세비믈리
- 사운드슈퍼바이저: 토마스 로버트
- 시각효과: 장-미쉘 부빌
- 분장: 모니카 먼니치
- 프로덕션매니저: 태머 바사란
- 프로덕션매니저: 알리 임란 코카슬란